# Bâtiment du tribunal municipal d'Aleksinac
Le bâtiment du tribunal municipal d'Aleksinac (en serbe cyrillique : Зграда Општинског суда у Алексинцу ; en serbe latin : Zgrada Opštinskog suda u Aleksincu) se trouve à Aleksinac et dans le district de Nišava, en Serbie. Il est inscrit sur la liste des monuments culturels protégés de la république de Serbie (identifiant no SK 848),,.

## Présentation
Le bâtiment, situé 2 rue Ace Milojevića, a été construit en 1896.